# Волошин Дмитро Олександрович
Дмитро Олександрович Волошин (нар. 29 квітня 1986) — український футболіст, півзахисник аматорського клубу «Грифон» (Київ).

## Життєпис
У ДЮФЛУ виступав за «Олімпік-УОР» (Донецьк) і «Шахтар» (Донецьк). 24 липня 2004 року дебютував за «Шахтар-3» у Другій лізі в матчі проти ФК «Суми» (0:0). 16 травня 2006 року дебютував за «Шахтар-2» у Першій лізі в матчі проти франківського «Спартака» (0:2). Також провів 25 матчі за дубль «Шахтаря». Взимку 2007 року перейшов у донецький «Олімпік».
Після перейшов у фінський клуб «Норрвалла». На початку 2009 року перейшов у «Марієгамн». У команді дебютував 20 квітня 2009 року в матчі проти «Інтера» (Турку) (2:0).